# Ледник (помещение)

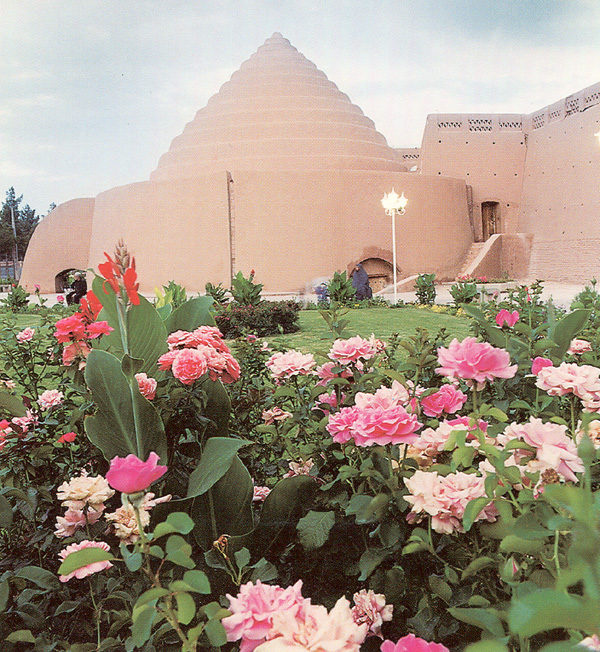
Древний ле́дник яхчал, построенный в Кермане, Иран, в Средневековье, для хранения льда и продуктов в летнее время

Ле́дник — помещение для складирования скоропортящихся пищевых продуктов, в котором охлаждение производится при помощи льда. В зависимости от конструкции, назначения и запасов льда различают:
- ле́дники с долговременным запасом льда;
- ле́дники с сезонным запасом льда;
- ле́дники с кратковременным запасом льда; к ним относятся льдокарманные, воздуходувные и фригаторные холодильники.

Ле́дники бывают наземные и подземные, с верхним, центральным, боковым и нижним расположением льда.

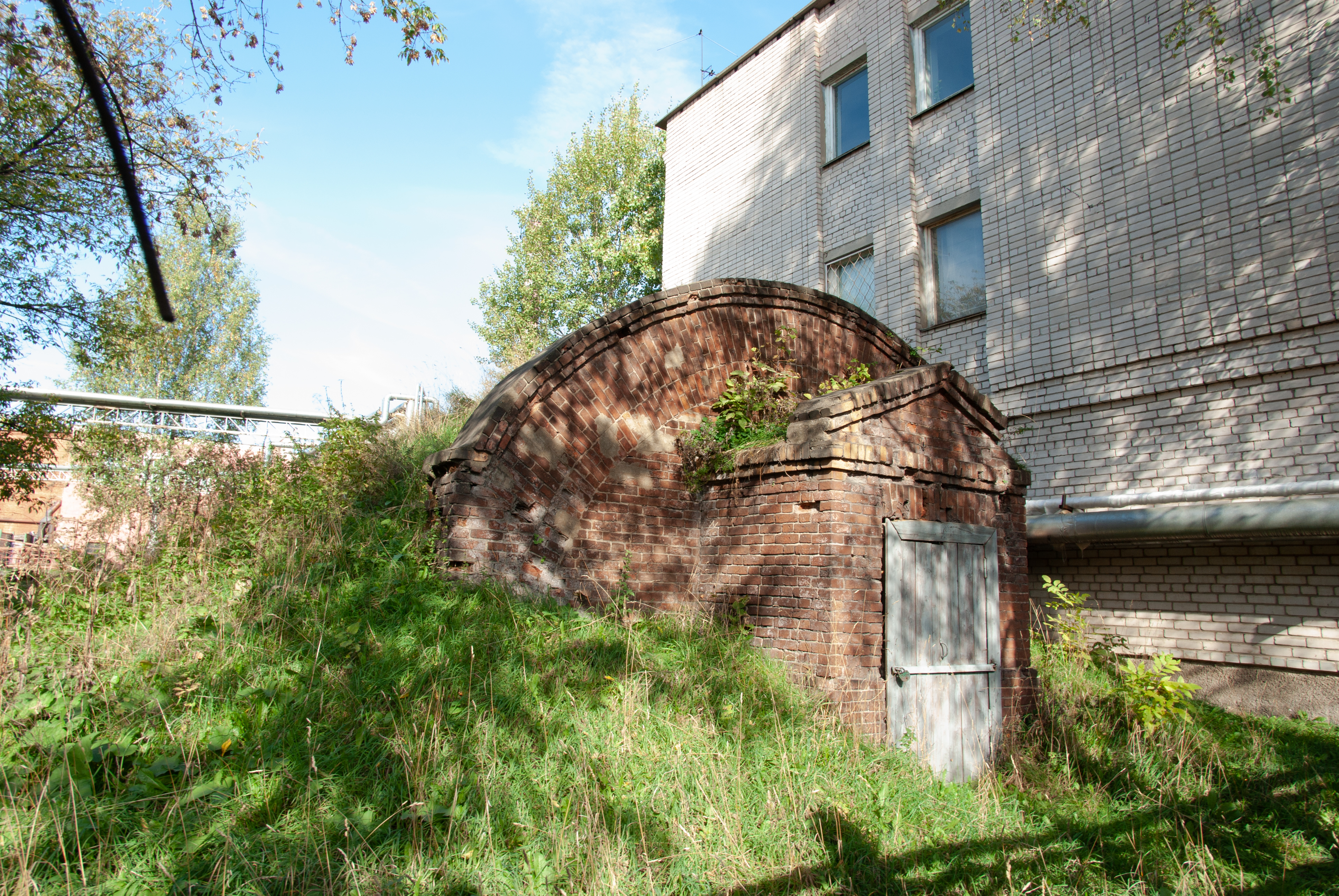
Типовой ледник, строившийся на железнодорожных станциях Российской Империи

Теплоизоляцию ледяного массива производят при помощи древесных опилок, торфа или других материалов. Понижение температуры до −15°С достигается использованием соли.

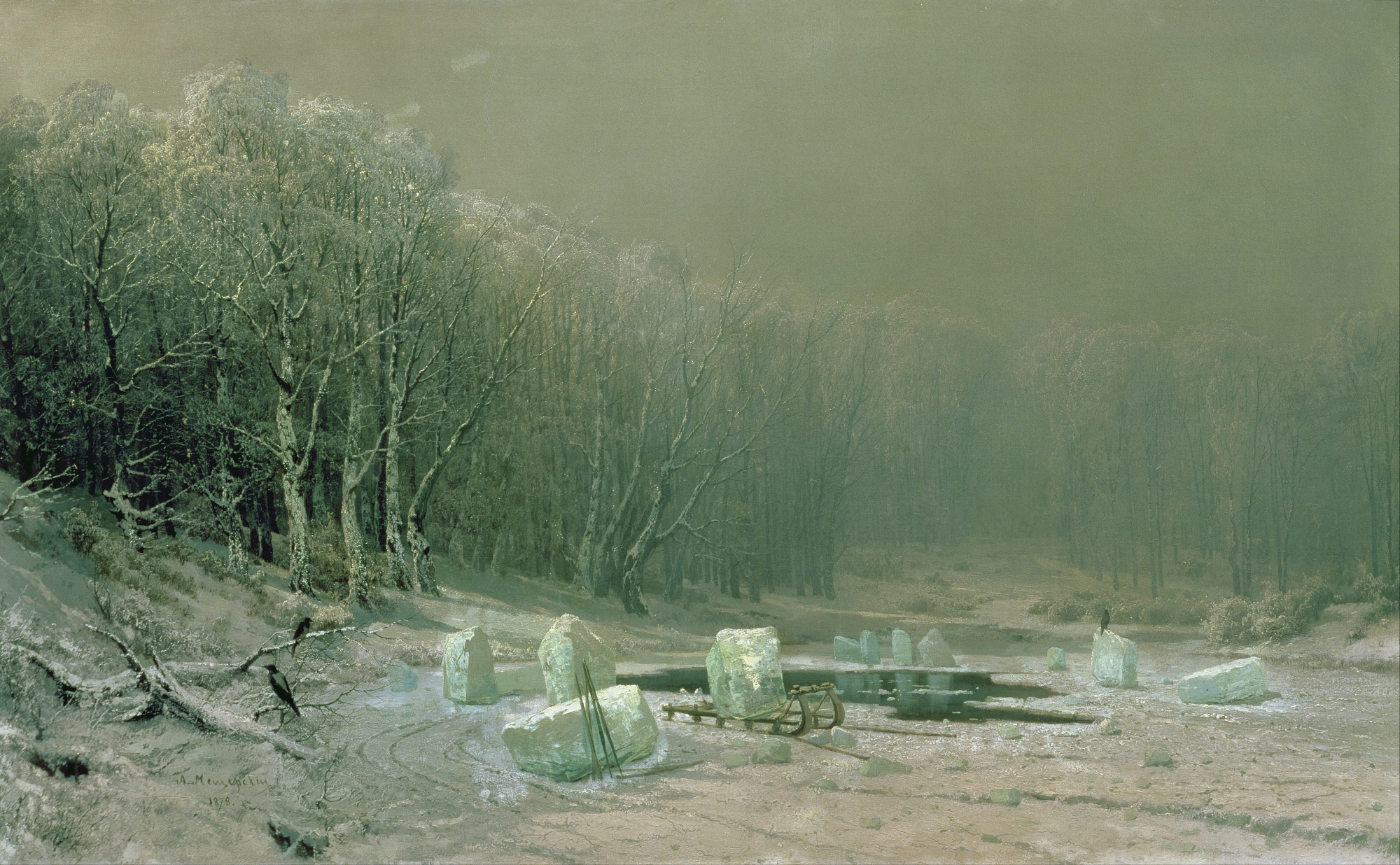
Художник Арсений Мещерский. «Зима. Колка льда», 1878. На картине изображен процесс заготовки льда для последующего вывоза и складирования в леднике.

На железнодорожном транспорте применяют изотермические вагоны-ле́дники. Ле́дник, оборудованный в грунте зоны вечной мерзлоты, называется «мерзлотник», например — новопортовский мерзлотник.

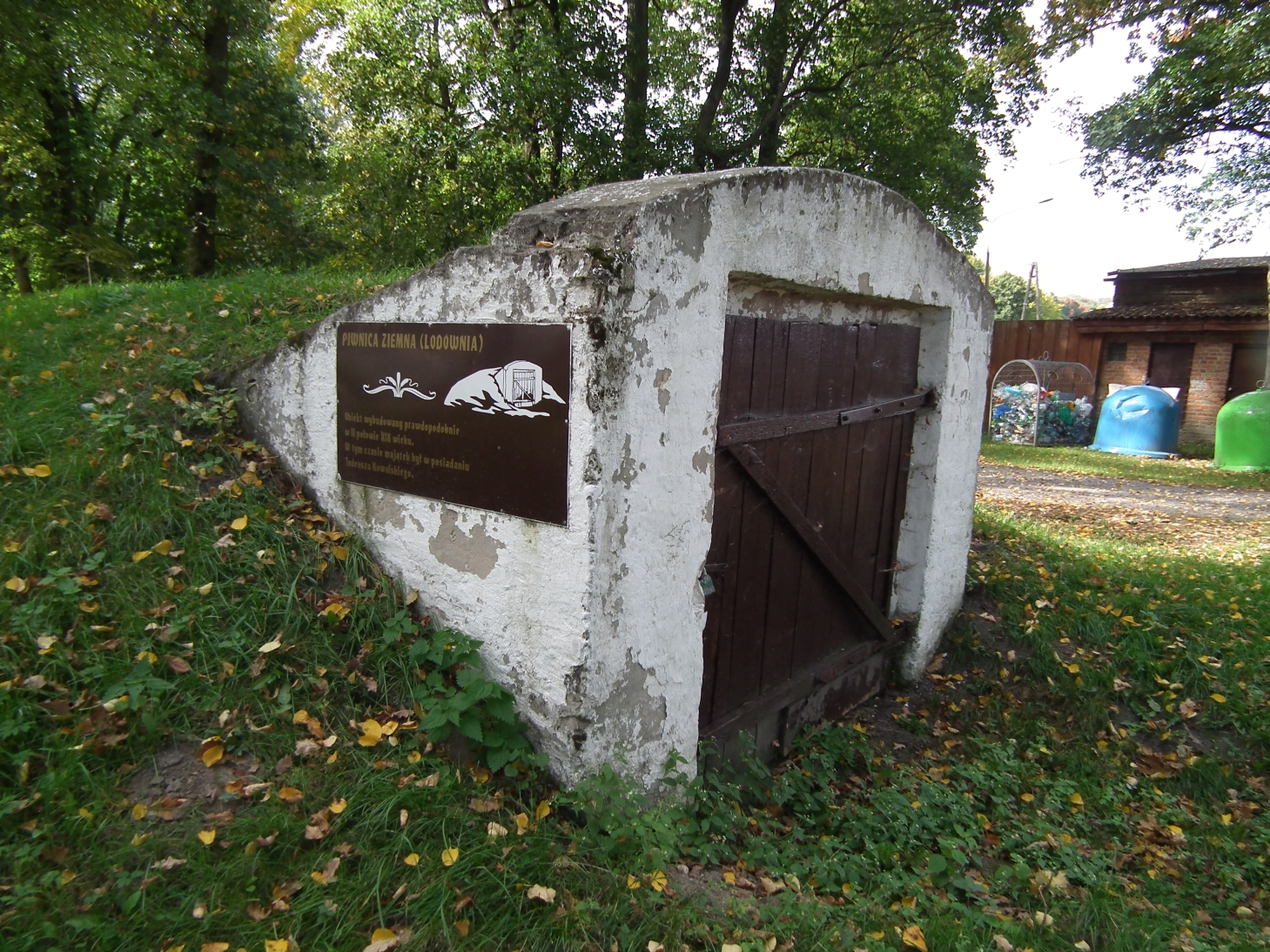
Вход в заглубленный бетонный ле́дник
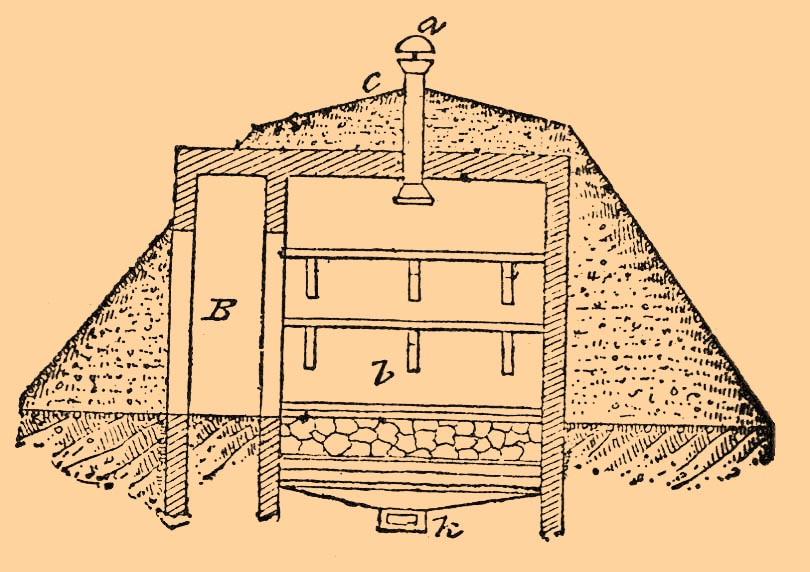
Схема устройства насыпного ле́дника